# Gruppo dell'Adamello
(Douglas William Freshfield, Italian Alps, 1865)
Il Gruppo dell'Adamello è un massiccio montuoso delle Alpi Retiche meridionali situato tra le province di Brescia e Trento, la cui altitudine massima, raggiunta dalla vetta omonima, è di 3.539 m. Secondo la classificazione della SOIUSA si tratta di un supergruppo delle Alpi Retiche meridionali che insieme al Gruppo della Presanella costituisce la sottosezione chiamata Alpi dell'Adamello e della Presanella.

## Descrizione

### Morfologia del gruppo

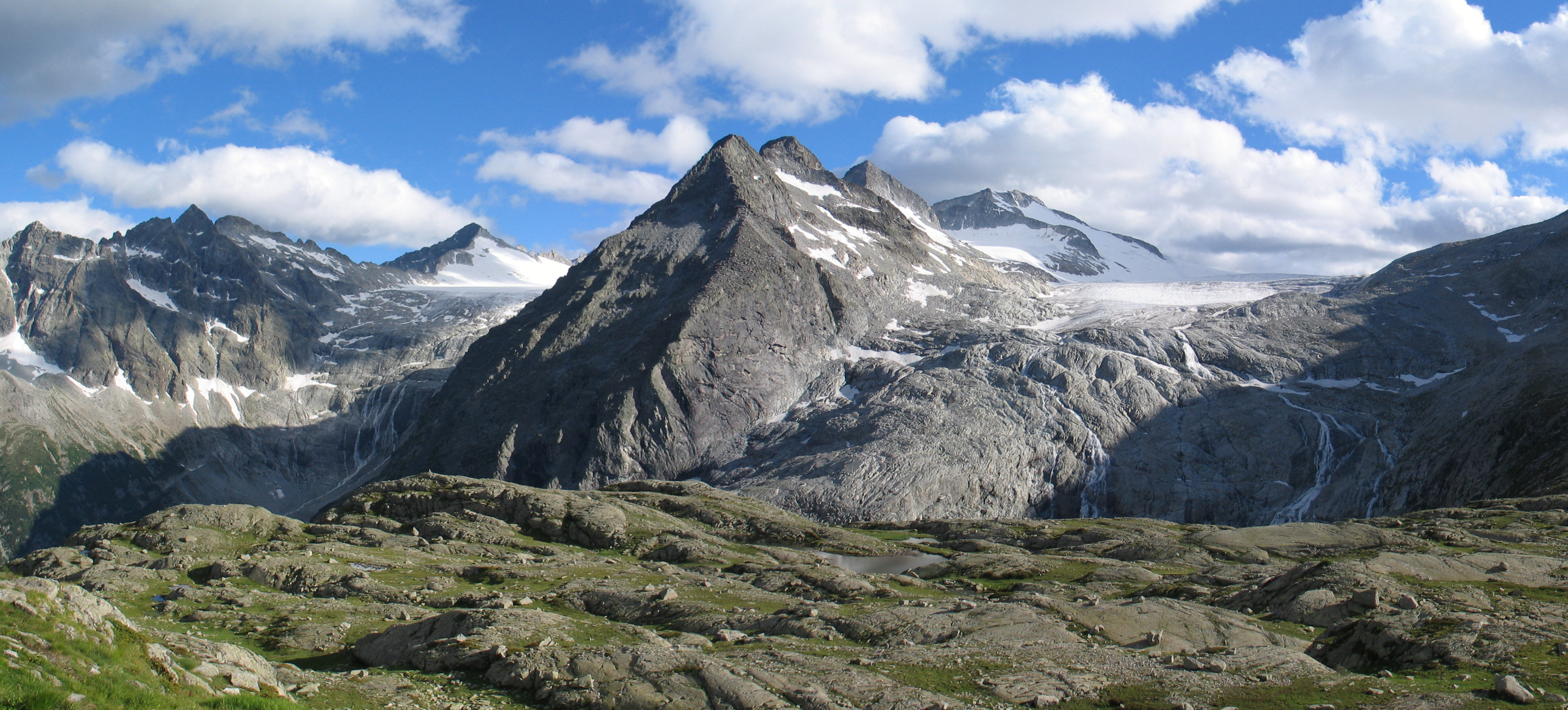
Le Lobbie dall'alta Val di Genova

I due gruppi dell'Adamello e della Presanella costituiscono un'entità ben definita all'interno delle Alpi centro-orientali, essendo separati dai massicci montuosi circostanti da larghe e profonde vallate. L'Adamello-Presanella è delimitato a ovest dalla media Val Camonica, e a nord dai solchi dell'alta Val Camonica e dell'alta Val di Sole, che convergono al Passo del Tonale (1884 m); ad est, prima la Val Meledrio (laterale della Val di Sole), poi le Giudicarie lo separano dal gruppo delle Dolomiti di Brenta e dai rilievi posti a sud rispetto ad esse. Il confine meno evidente è quello meridionale, dove una serie di valli minori (la più nota è sicuramente la Valle del Caffaro) lo scinde dalle più modeste Prealpi Bresciane: il punto di incontro è il Passo di Croce Domini (1982 m).

Al suo interno, il massiccio Adamello-Presanella è tutt'altro che compatto dal punto di vista geografico. La Val Genova (o Val di Genova), tributaria della Val Rendena e percorsa dal Sarca, si incunea per alcuni chilometri separando la Presanella, a nord, dall'Adamello, a sud, terminando con la muraglia rocciosa, alta in media 3000 m, che mantiene collegati i due gruppi. A sud della Val Genova, alcune brevi valli, come quella di Borzago, scendono dal cuore del massiccio per confluire anch'esse nella Val Rendena, costituendo una valida e talvolta insostituibile porta di accesso agli alpinisti che intendono salire alle vette più importanti del settore trentino (Carè Alto, 3462 m, Crozzon di Lares, 3354 m). Ma è la Val Daone, percorsa dal Chiese e lunga oltre 25 chilometri, ad addentrarsi più profondamente nel gruppo montuoso, separando di netto il settore lombardo da quello trentino. Caratterizzata da due importanti bacini idroelettrici (Lago di Malga Bissina, 1800 m, e Lago di Malga Boazzo, 1225 m) e da una strada carrozzabile, la val Daone muta il suo nome in Val di Fumo andando a terminare al passo omonimo (2939 m) dominato dal Monte Fumo (3418 m) che si trova al bordo del grande ghiacciaio sommitale.

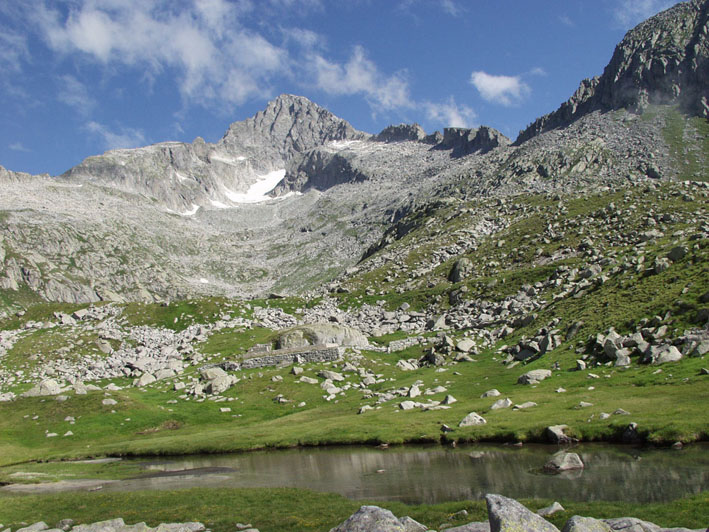
La cima Carè Alto vista dalla Valle di San Valentino

Anche il versante bresciano è caratterizzato da numerose valli, separate da irti costoni che si dipartono dalla dorsale alla destra orografica della Val Daone. Da sud a nord si incontrano la già citata Valle del Caffaro, tributaria del Chiese e sovrastata dal Monte Bruffione (2664 m) e dal Cornone di Blumone (2843 m), ultimi baluardi meridionali delle grandi vette del massiccio. Fanno capo invece alla media Val Camonica le valli Paghera di Ceto, Tredenus e Saviore, le quali più o meno in quota si dividono in numerosi e selvaggi valloni secondari, sovrastati da cime che non raggiungono ancora i 3000 m (Monte Re di Castello, 2881 m, e Monte Frisozzo, 2897 m per citarne alcune) e sono quasi del tutto sprovviste di ghiacciai.
Il cuore del massiccio, con le vette più elevate e i maggiori ghiacciai, si trova in gran parte in territorio camuno. Due tributarie della Valle di Saviore, la Valle Adamé e la Val Salarno, sono due tra le principali vie di accesso al Pian di Neve, il ghiacciaio sommitale, da cui gli alpinisti possono raggiungere pressoché tutte le vette maggiori (non a caso qui sono situati due tra i rifugi storici dell'Adamello, il Prudenzini e il Città di Lissone). La Val Malga, percorsa dal torrente Remulo, è più stretta e ripida delle due valli appena citate. A una quota di 1700 m si divide in due rami: la sua prosecuzione verso est (Val Miller) ha la sua testata nel Corno Miller (3373 m), mentre la Val Baitone, cosparsa di laghetti di piccole e medie dimensioni, sale al Corno Baitone (3331 m) e alle vette, superiori ai 3000 m, che ne costituiscono i contrafforti.
Le ultime tre valli che scendono dal massiccio verso nord e quindi verso l'alta Val Camonica sono la Val Paghera (detta "di Vezza" per distinguerla dalla Val Paghera di Ceto), che da Vezza d'Oglio sale sin sotto al Baitone, la Valle d'Avio, che si incunea tra il sottogruppo del Baitone e la cresta del Salimmo (altezza max. 3225 m nella Cima della Calotta) sino a sbucare nell'imponente circo glaciale sormontato dalla parete nord dell'Adamello, la vetta principale che raggiunge i 3554 metri di quota, e dal lungo costone che da essa porta a Cima Plem (3184 m), punto panoramico d'eccezione. 
Completa il giro delle valli la Val Narcanello, in parte occupata dal vasto Ghiacciaio di Pisgana, sovrastata sul suo lato orientale dagli estremi contrafforti del gruppo della Presanella.
Al visitatore che si incammina lungo molte delle valli citate poc'anzi, in modo particolare quelle che confluiscono nella Val Camonica, balza all'occhio una caratteristica particolare: tali valli sono infatti valli sospese, ossia esistono forti dislivelli tra la parte alta e la parte medio-bassa di esse, a volte vere e proprie muraglie rocciose derivate dalla differente potenza di erosione da parte di antichi ghiacciai. Le mulattiere e le stradine militari che risalgono le valli affrontano queste pareti avvolgendosi in lunghe serie di tornanti, localmente chiamati scale, chiara allusione al fatto che spesso il fondo stradale è lastricato con blocchi di pietra a mo' di gradini.

### Cime principali

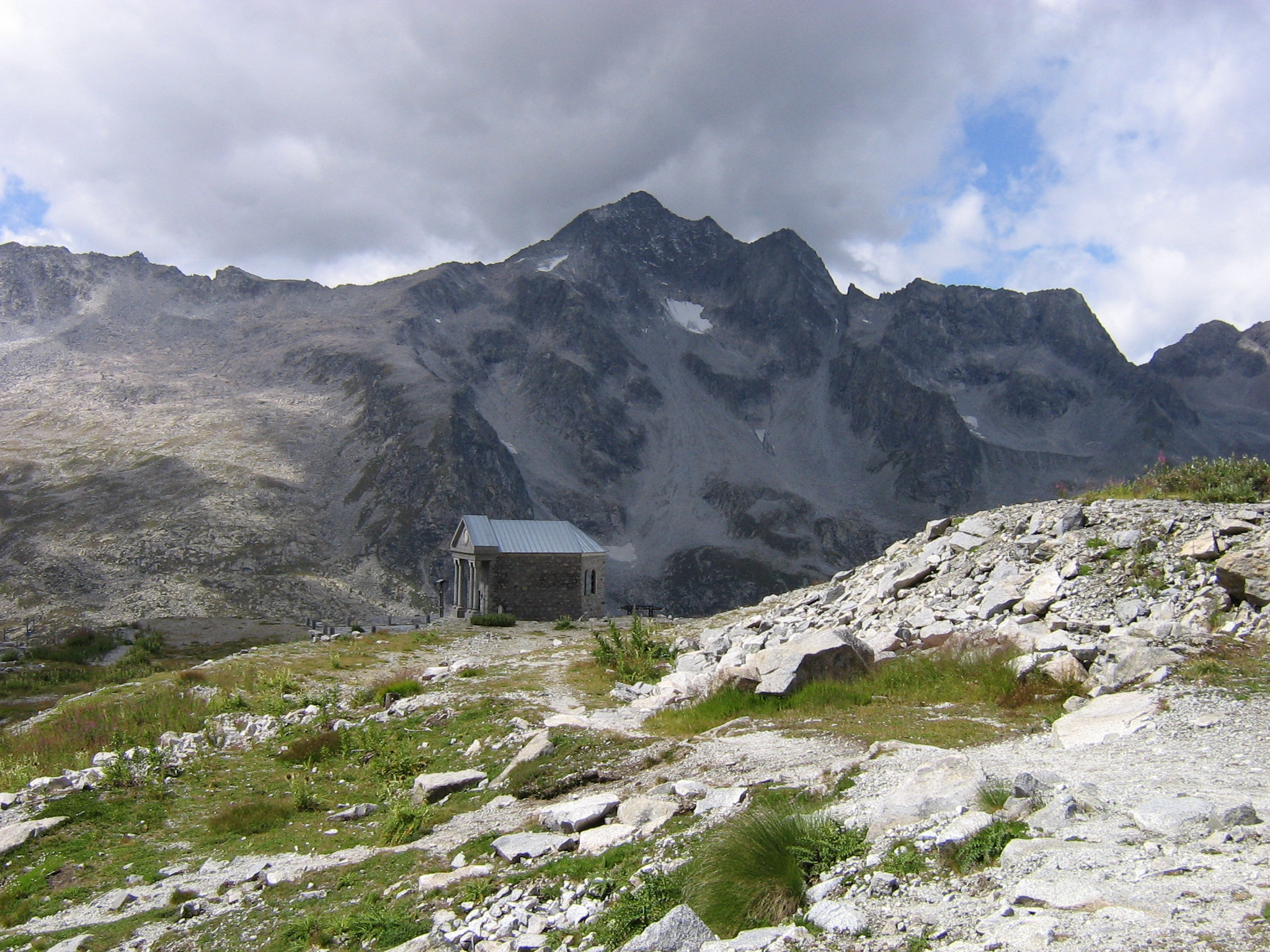
La chiesetta della Madonnina dell'Adamello con il Corno Baitone sullo sfondo (agosto 2006)

| Vetta                | Quota (m) | Provincia      |
| -------------------- | --------- | -------------- |
| Adamello             | 3.539     | Brescia        |
| Carè Alto            | 3.462     | Trento         |
| Dosson di Genova     | 3.441     | Brescia/Trento |
| Monte Fumo           | 3.418     | Brescia/Trento |
| Corno di Cavento     | 3.406     | Trento         |
| Corno Miller         | 3.373     | Brescia        |
| Crozzon di Lares     | 3.354     | Trento         |
| Corno Baitone        | 3.331     | Brescia        |
| Monte Mandrone       | 3.281     | Brescia/Trento |
| Lobbia Alta          | 3.196     | Trento         |
| Monte Frisozzo       | 2.897     | Brescia        |
| Monte Re di Castello | 2.889     | Brescia/Trento |
| Cornone di Blumone   | 2.843     | Brescia        |
| Monte Tredenus       | 2.796     | Brescia        |
| Monte Frerone        | 2.673     | Brescia        |
| Pizzo Badile Camuno  | 2.435     | Brescia        |

### Ghiacciai

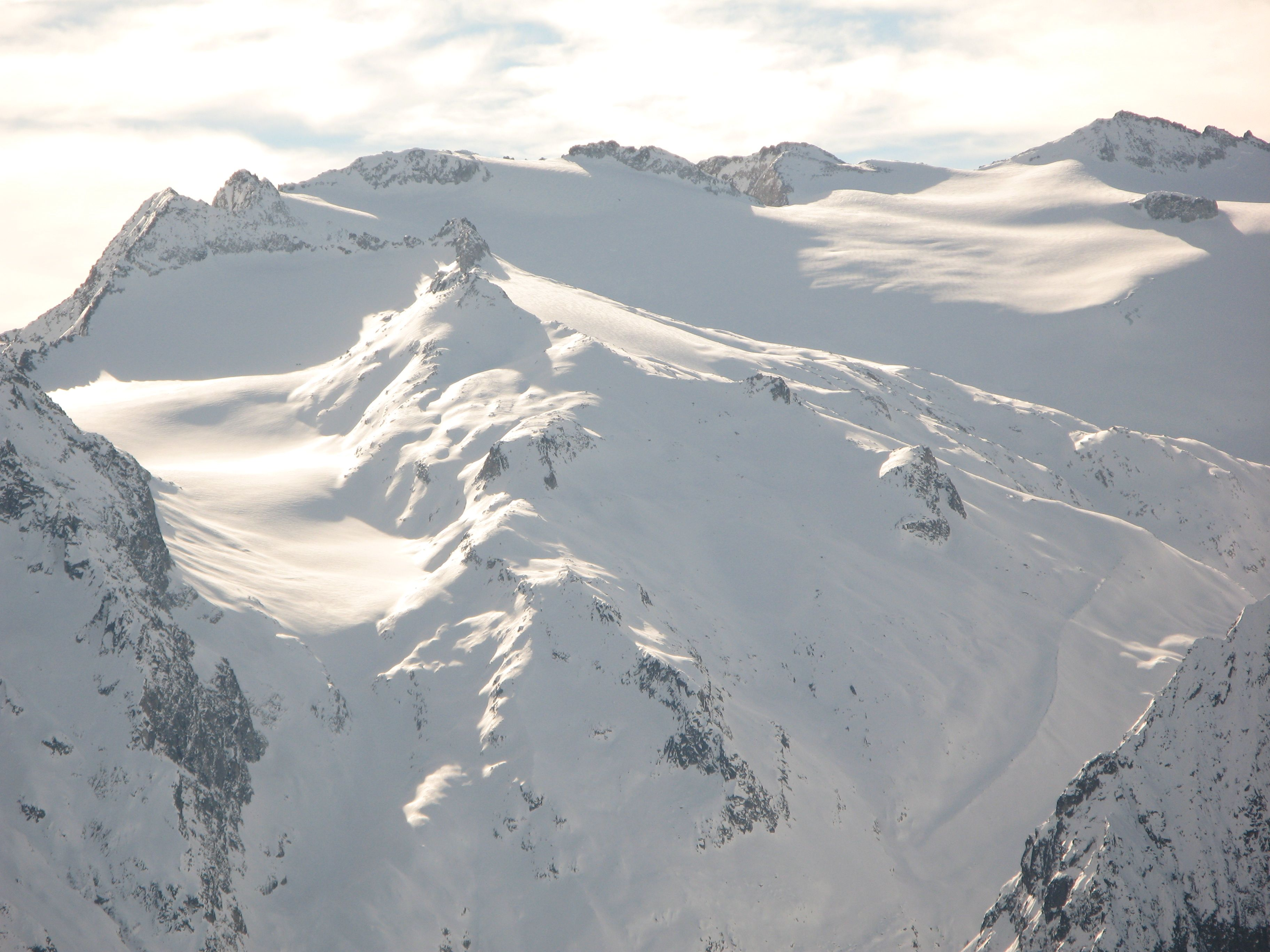
Vista dei ghiacciai

L'Adamello è tra i massicci delle Alpi con i maggiori ghiacciai.
Il Pian di Neve (18 km² di superficie) è un ghiacciaio pianeggiante, che occupa l'acrocoro tra le cime principali del versante lombardo, dalla Lobbia Alta al Corno Bianco, ad una quota compresa tra i 3100 e i 3400 metri; assieme alla contigua vedretta del Mandrone costituisce il più esteso ghiacciaio delle Alpi italiane. Nonostante esso sia situato al di sopra del limite delle nevi perenni (che si colloca attorno ai 3000 m), attraversa, in modo più evidente da venti anni a questa parte, una fase di riduzione della massa glaciale.
Dove la linea di cresta che unisce le vette si abbassa formando valichi, il ghiacciaio traborda sui versanti esterni, formando le lingue glaciali che un tempo scendevano lungo le valli e che oggi ne coronano soltanto la testata. Sul versante settentrionale vanno citati il ghiacciaio del Pisgana, suddiviso in due apparati indipendenti, che scende in direzione della Valle Narcanello verso Ponte di Legno, e il ghiacciaio dell'Adamello, prosecuzione della vedretta del Mandrone e del Pian di Neve verso l'alta Val Genova. Sul versante meridionale, invece, stessa origine hanno le vedrette di Salarno e dell'Adamé.
Altri importanti ghiacciai sul versante trentino dell'Adamello sono la vedretta della Lobbia, che origina dal Monte Fumo e scende in Val di Genova, e la vedretta di Lares. Esistono infine altri ghiacciai di minore estensione, sia nel settore lombardo, sia in quello trentino. Il ghiacciaio del Venerocolo si trova alla base della parete nord della cima principale dell'Adamello, come pure la vicina vedretta d'Avio Centrale. Per quanto riguarda il sottogruppo del Baitone, troviamo dei piccoli ghiacciai, tutti situati sul versante nord dei rilievi, il più grande dei quali è la vedretta d'Aviolo.
A sud della Val Saviore, ove l'altezza delle vette scende definitivamente sotto i 3000 metri, non vi sono più ghiacciai. In un recente passato, l'unica eccezione era rappresentata dalla vedretta di Saviore, un piccolissimo ghiacciaio raccolto sui pendii settentrionali del Monte Re di Castello (2889 m): era il ghiacciaio più meridionale della Lombardia, prima della sua scomparsa definitiva avvenuta entro la fine degli anni 90 del XX secolo.
Da qualche decennio a questa parte tutti i ghiacciai dell'Adamello stanno attraversando una fase di ritiro, pagando pegno sia per le temperature estive più alte rispetto al passato, sia al minore accumulo di neve nei mesi autunnali e invernali (dovuto alla progressiva diminuzione delle precipitazioni, fenomeno che ha colpito in generale tutte le Alpi). Per quanto riguarda i ghiacciai sommitali, la diminuzione di massa ha assottigliato lo spessore del ghiaccio, incrementando la formazione di fessure e crepacci che ne rendono insidiosa la percorrenza; per i ghiacciai vallivi, invece, si sta assistendo a un veloce arretramento dei fronti, nell'ordine di decine di metri ogni anno.
Tra vari altri esempi nel mondo di ghiacciai in arretramento, due immagini del ghiacciaio del Mandrone, riprese in tempi diversi, vengono presentate da Al Gore nel film Una scomoda verità come esempio di scioglimento delle coltri glaciali prodotto dal riscaldamento globale.

### Laghi

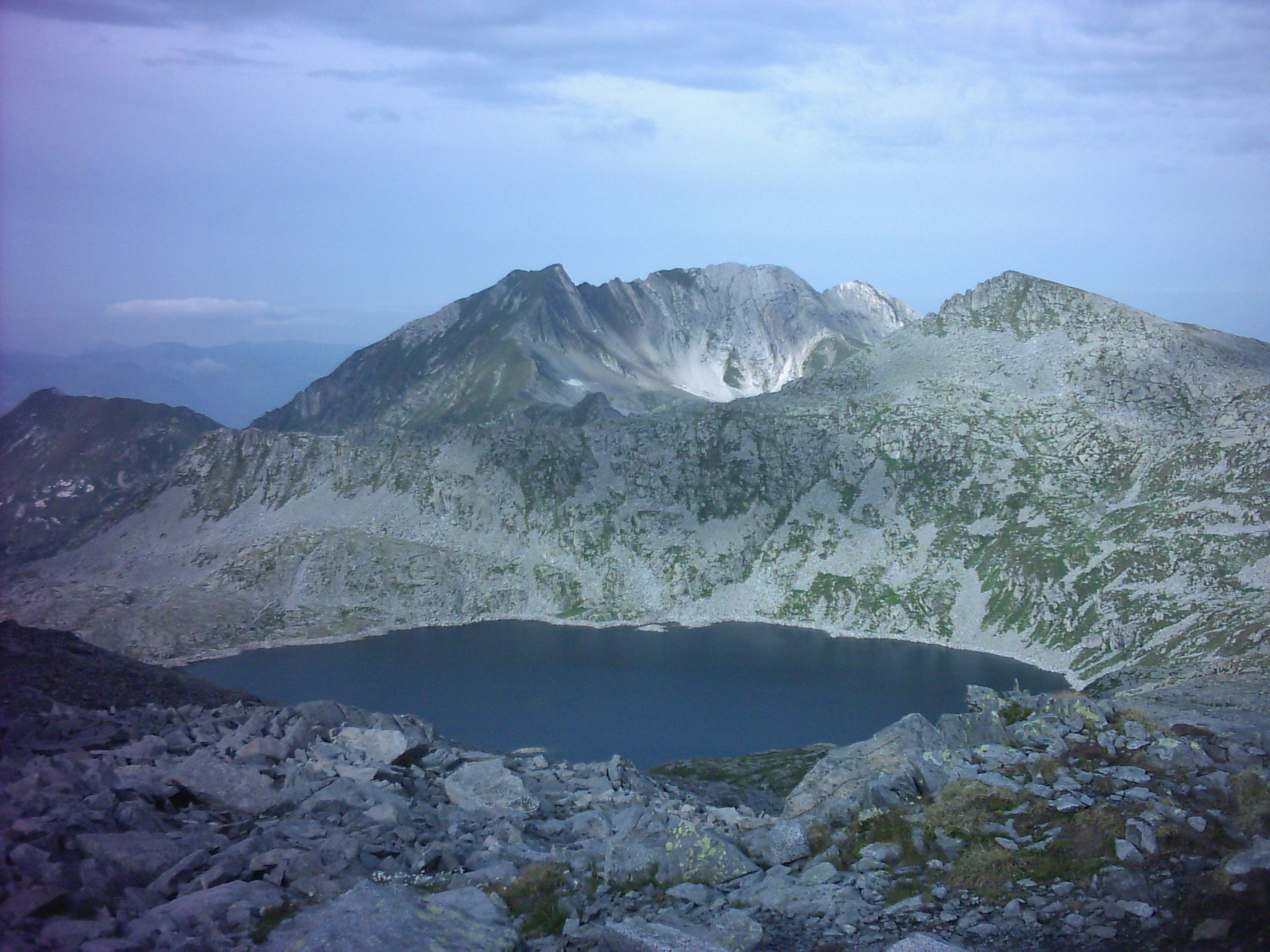
Lago della Vacca

Il gruppo dell'Adamello è costellato da una cinquantina di laghi e laghetti alpini, il più grande di origine naturale è il lago di Lares  posto a 2600 m. nato negli anni '50 del secolo scorso dal ritiro dell'omonimo ghiacciaio. Parte dei bacini più grandi ha origine artificiale, oppure è il risultato di ampliamenti di bacini naturali a scopo idroelettrico (Lago di Malga Boazzo, Lago di Malga Bissina in Val Daone, Lago della Vacca in alta Val di Caffaro, Lago d'Arno in alta Val Saviore, Lago di Salarno, Lago Baitone). La più alta concentrazione di bacini artificiali si osserva in Val d'Avio, ove si trovano, in sequenza, il Laghetto dell'Avio, il Lago d'Avio, il Lago Benedetto, a una quota di circa 1900 metri, e più in alto il Lago Pantano e il Lago Venerocolo, che è posto a 2552 metri di quota e pertanto è il più alto lago artificiale dell'Adamello. In Val Paghera si trova il Lago Aviolo, a 1930 m di quota. Sulle pendici del Corno Baitone si trovano due laghi di dimensioni molto ridotte: i Laghi Gelati, a 2800 m.

### Geologia
Il gruppo dell'Adamello e il contiguo massiccio della Presanella si trovano a sud della cosiddetta Linea Insubrica, un sistema di faglie e fratture che divide la catena principale delle Alpi dai rilievi posti a sud rispetto ad essa, detti Alpi calcaree meridionali. Questa linea coincide con il solco della bassa Valtellina, con la valle dell'Aprica e con l'alta Val Camonica da Edolo sino al Passo del Tonale, per poi proseguire lungo la Val di Sole in territorio trentino. L'Adamello però non è formato dal basamento cristallino delle Alpi meridionali, bensì costituisce, assieme alla Presanella, un'unica massa di roccia magmatica risalite dalla crosta terrestre a partire da circa 40 milioni di anni fa, per poi solidificarsi al di sotto della superficie, formando rocce di caratteristiche simili al granito (granodioriti e tonaliti). Le granodioriti formano prevalentemente il nucleo del massiccio (Monte Adamello, Monte Fumo e Corno di Cavento), mentre le tonaliti costituiscono il sottogruppo del Baitone e tutto il settore meridionale del massiccio.
L'erosione ad opera degli agenti esogeni ha poi smantellato gli strati di rocce sedimentarie e metamorfiche che coprivano la massa granitica, mettendola a nudo e quindi iniziando ad agire su di essa, per creare il complesso sistema di valli, conche glaciali, creste e vette che compongono oggi il massiccio. In termini di superficie, il plutone dell'Adamello - Presanella è da considerarsi tra le più estese delle Alpi.

### Flora
A causa dei notevoli dislivelli che intercorrono tra i fondivalle e le vette, la vegetazione che caratterizza le pendici delle montagne dell'Adamello è molto varia. Le pendici basali, sino ai 1000 metri di quota, sono ampiamente orlate da castagneti interrotti da prati, boschi decidui (pioppi, ontani, aceri, noccioli, carpini, frassini, betulle, salici e querce) e, infine, aree coltivate (frutteti e seminativi).
Dai 1000 metri sino al limite della vegetazione ad alto fusto (che si colloca, a seconda delle zone, tra i 1700 e i 1900 metri di quota) si stendono ampie foreste di conifere che trovano in questa fascia altimetrica l'ambiente più adatto in cui crescere. La specie più diffusa è sicuramente l'abete rosso (che in dialetto camuno è detto pàgher, così come i boschi in cui costituisce la maggioranza degli individui sono detti paghére, da cui il nome di alcune località), mentre limitata è la presenza di abeti bianchi, i quali cedono il posto ai larici alle quote più elevate. Raro, sebbene ancora presente, è il pino cembro, che si spinge con alcuni suoi esemplari sino ai 2300 metri di quota. La fascia compresa tra i 1900 e i 2300 metri è caratterizzata da vegetazione arbustiva, in cui predominano esemplari di pino mugo, ontano verde e salice con estesa presenza di rododendri e ginepri.

## Storia

### La prima guerra mondiale
Attualmente tutto il gruppo montuoso è in territorio italiano. In passato, però, qui passava il confine tra l'Italia e l'Impero austro-ungarico, che divenne, durante la prima guerra mondiale, un aspro fronte di combattimento. Su queste montagne i due eserciti si fronteggiarono per alcuni anni, dal 1915 al 1918, affrontando condizioni estreme, specialmente dal punto di vista climatico. Numerose furono le vittime da ambo le parti, causate non solo dal fuoco avversario, ma anche dal freddo, da frane e slavine e da numerosi incidenti.
Tra gli accorgimenti adoperati dai due eserciti (gli Alpini per l'Italia e i Kaiserjäger per l'Austria) ci furono la realizzazione di trincee, postazioni fisse e tunnel scavati nella roccia e gallerie nei ghiacciai (una delle quali misurava 5 chilometri di sviluppo). Resti della cosiddetta Guerra bianca si possono trovare tuttora, specialmente nella zona del rifugio Garibaldi, ove si trovava la base italiana, e del rifugio Mandrone, a quel tempo quartier generale austriaco.
Vero e proprio monumento alla memoria è il cannone 149G detto l'ippopotamo, in uso presso la postazione italiana del Passo Venerocolo e ivi trasportato il 27 aprile 1916, per poi essere trasferito, con grande sforzo, sulla Cresta Croce dove si trova tuttora. A Temù è possibile visitare il Museo della Guerra Bianca, dove sono conservate armi, divise, materiale bellico e documenti rinvenuti nelle trincee della Guerra Bianca.

### Le visite del Papa

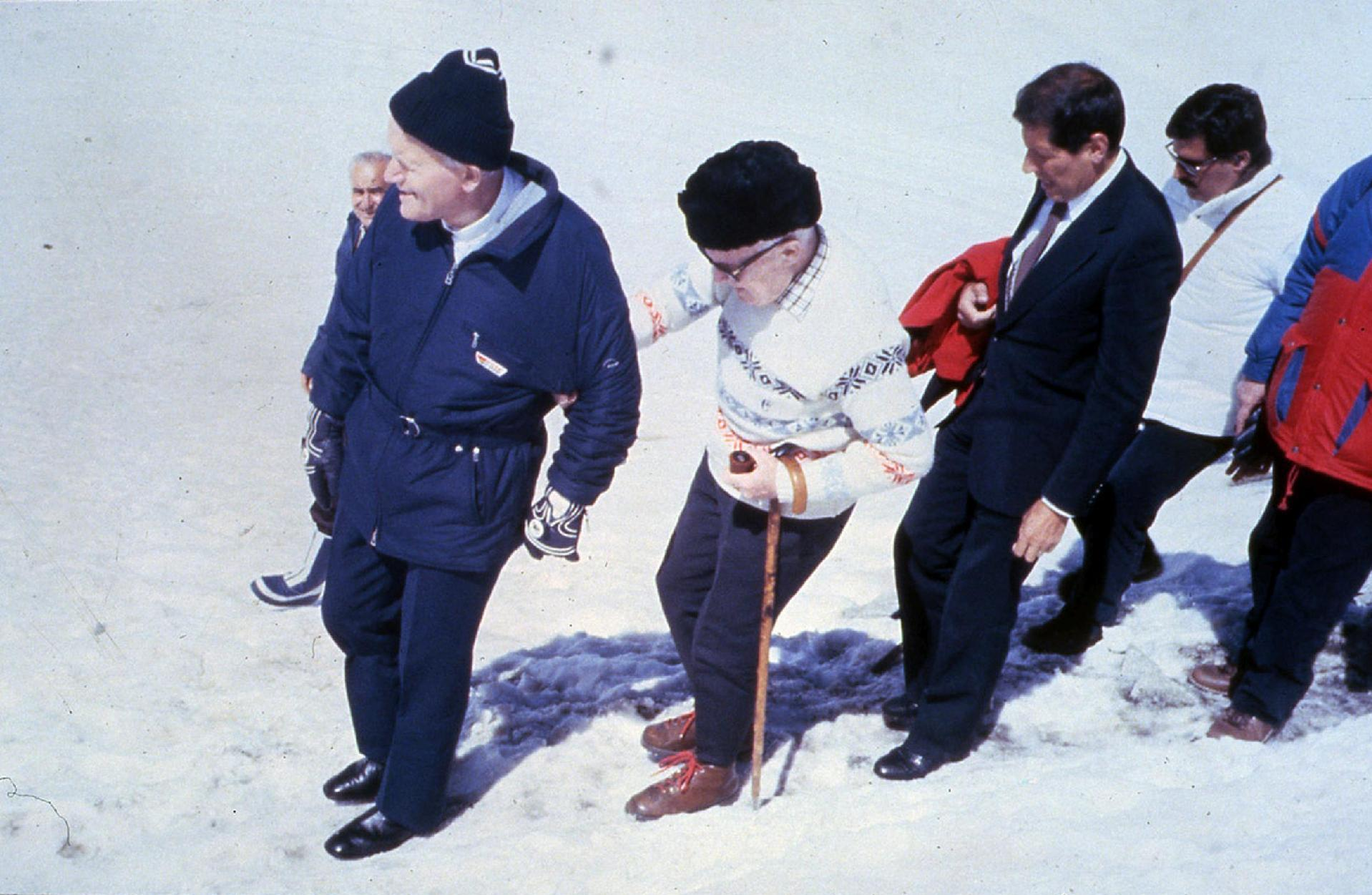
Giovanni Paolo II e Pertini in Adamello

La montagna fu una delle grandi passioni di papa Giovanni Paolo II, e in particolare i ghiacciai dell'Adamello furono una delle mete preferite durante le sue escursioni in quota, quando l'età e le condizioni di salute ancora glielo permettevano. 
Il pontefice si recò più volte in Adamello, a cominciare dal soggiorno del 16-17 luglio 1984 in cui avvenne il celebre incontro con l'allora presidente della repubblica, Sandro Pertini. Poi vi tornò nel 1988, con lo scopo di benedire una croce in granito eretta in suo onore ai 3307 metri della Cresta Croce. Tale vetta, poco più in basso della quale si trova il cannone reduce dalla guerra bianca, è stata ribattezzata nel 1999 Cima Giovanni Paolo II.
Il papa polacco ebbe un'ultima possibilità di tornare su queste montagne il 18 luglio 1998 quando, in occasione della sua visita a Borno (luogo natale dell'amico cardinale Giovanni Battista Re), poté sorvolare in elicottero i ghiacciai e le vette dell'Adamello.

## Alpinismo

### La conquista delle vette

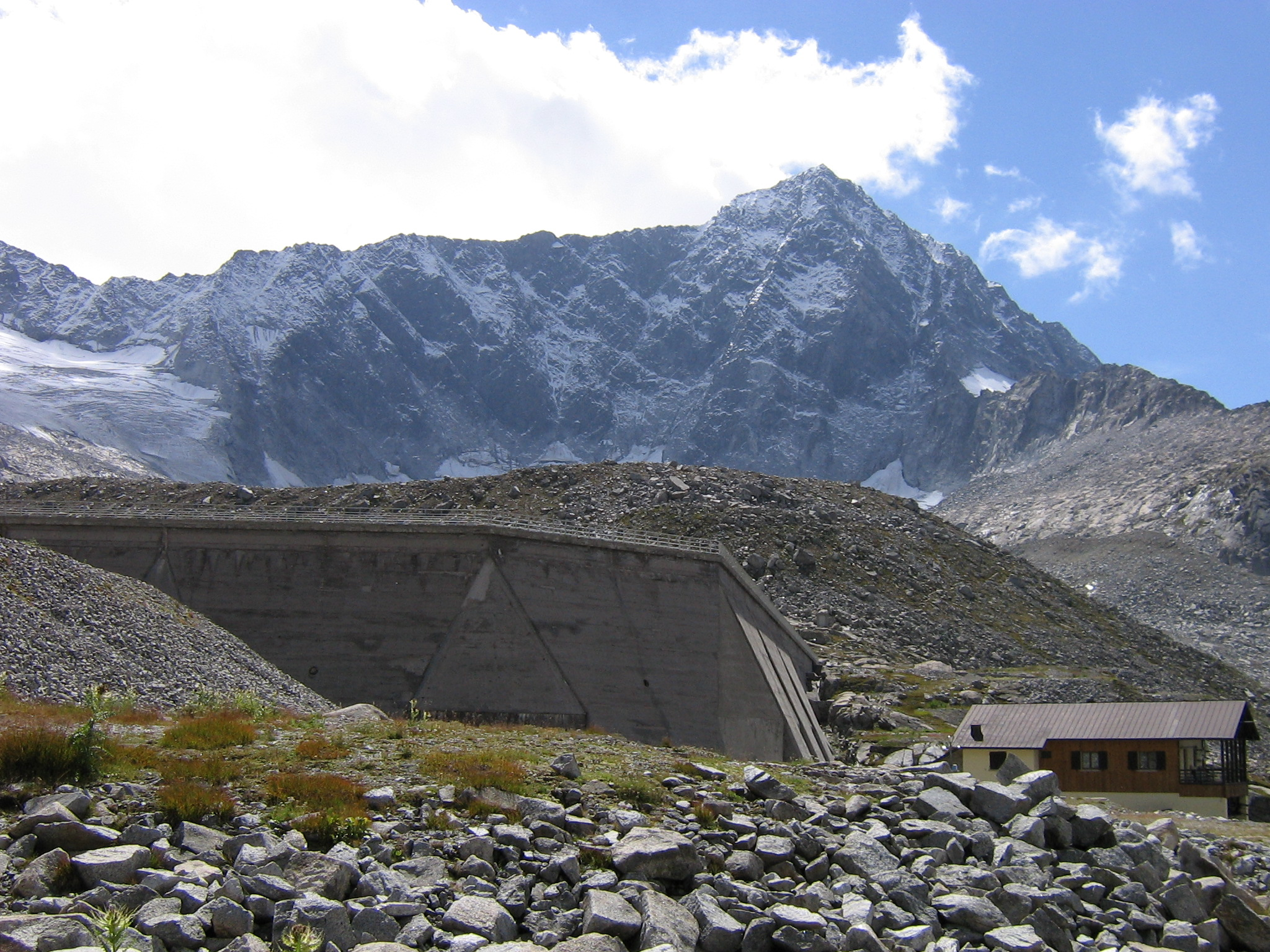
La parete nord dell'Adamello vista dalla diga del Venerocolo (agosto 2006)

La vetta più alta dell'Adamello fu vinta per la prima volta il 15 settembre 1864 dal giovane alpinista boemo Julius Payer, che con le guide rendenesi Girolamo Botteri e Giovanni Caturani e il portatore vicentino Antonio Bertoldi dai primi giorni di settembre aveva iniziato una sistematica esplorazione del gruppo, conquistando l'8 il Dosson di Genova, ed il 9 il Corno di Lagoscuro. La spedizione commise l'errore di scambiare per la cima principale il Corno Bianco (3434 m), che fu conquistato prima di affrontare la vera meta, ma per la fatica costrinse il Botteri lasciar proseguire solo gli altri due fino alla cima dell'Adamello. La via di salita scelta da Payer, Botteri e Caturani è quella considerata ancora oggi come una delle più facili (anche se da allora molto è cambiato nella conformazione dei ghiacciai), partendo dalla Val Genova, sul versante trentino, e attraversando il Pian di Neve sino alle vette.
La prima ripetizione, sempre estiva, venne portata a termine, seguendo un percorso simile, da una squadra in gran parte di nazionalità britannica, composta dal londinese Douglas William Freshfield, dal celebre Francis Fox Tuckett, dagli alpinisti Fox e Backhouse, dalle guide svizzere Devouassoud e Michel, e per finire dal portatore Gutmann. Pur rischiando anch'essi di commettere errori nella scelta della via, arrivarono in vetta, il 3 luglio 1865, dichiarando di aver impiegato un tempo minore rispetto alla prima compiuta da Payer l'anno precedente.
La seconda vetta più alta del gruppo, il Carè Alto, fu salito per la prima volta il 4 agosto 1865, dagli alpinisti inglesi Montgomery e Taylor.

### Vie normali

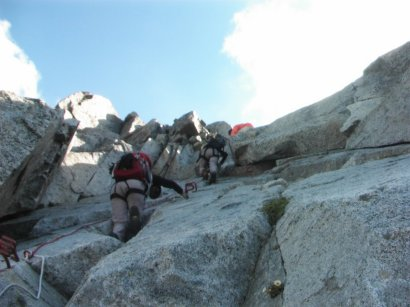
Via attrezzata Terzulli, una delle vie normali di salita

La salita alle vette che coronano il Pian di Neve (Adamello, Corno Miller, Corno Bianco, Monte Fumo, per farne qualche esempio) sono itinerari alpinistici di grado di difficoltà non elevato (F, PD), ma pur sempre rapportate a vari fattori quali la stagione e l'innevamento. L'insidia maggiore nell'affrontare la salita a queste vette è senza dubbio l'attraversamento del ghiacciaio, molto più sicuro un tempo rispetto ad oggi, a causa dei mutamenti tuttora in atto nella fisionomia del ghiacciaio stesso.
Per salire alla cima principale dell'Adamello una vera e propria via normale non esiste, ovvero esiste un itinerario diverso a seconda della valle scelta come punto di partenza. I primi salitori scelsero la Val Genova, attraverso i ghiacciai dell'Adamello, del Mandrone e del Pian di Neve. Questa è ancora una delle vie più frequentate per raggiungere la cima dal versante trentino, e, a parte l'obbligo di utilizzare l'attrezzatura da ghiacciaio e prestare attenzione alle insidie oggettive che il ghiaccio comporta, si tratta di una lunga e faticosa camminata, tecnicamente elementare. Un'altra via abbastanza battuta è quella che dal Rifugio Garibaldi (2550 m) sale al Passo Brizio (3147 m) e da qui, seguendo i bordi del ghiacciaio, sale alla vetta del Monte Falcone (3456 m) che precede la cima principale.
La via attrezzata Terzulli è un itinerario per escursionisti esperti con attrezzatura (EEA) che dall'alta Val Miller sale al Passo dell'Adamello (3200 m) tra la vetta principale e il Corno Miller (3373 m) ai bordi del Pian di Neve. Dal passo è possibile raggiungere, con la cautela e l'esperienza dovute quando si attraversano ghiacciai, le due vette sopra citate. L'attacco della via è situato a 46°8'49,83" N e 10° 29' 4,09" E.
Nel mese di luglio 2007 sono state installate delle catene che collegano i fittoni della via, trasformandola in una via ferrata e annullando la connotazione alpinistica della salita, per alcuni un oltraggio alla storia e alla cultura alpinistica del gruppo dell'Adamello.

### Itinerari di arrampicata
Alcuni tra i più conosciuti itinerari di arrampicata in queste montagne coinvolgono la parete nord, lo spigolo nord-ovest e la parete nord-ovest dell'Adamello, con numerose vie tracciate su terreno misto (roccia e ghiaccio) di varie difficoltà.
Altri interessanti itinerari di arrampicata su roccia si trovano in Val Salarno, dove un'intensa attività fu fiorente negli anni ottanta ad opera di alpinisti bresciani quali Mario e Massimo Roversi, Alberto Damioli, Francesco Cavalli e Sandro Zizioli. Nuovi itinerari ottimamente attrezzati si trovano nei due nuovi settori alla destra orografica del rifugio Prudenzini: i settori detti Bolli Gialli e Bolli Rossi.
Le cascate della Val Daone e delle sue valli laterali offrono nella stagione invernale alcune occasioni, molto frequentate dagli amanti di questa attività, di arrampicata su ghiaccio.

### Itinerari escursionistici

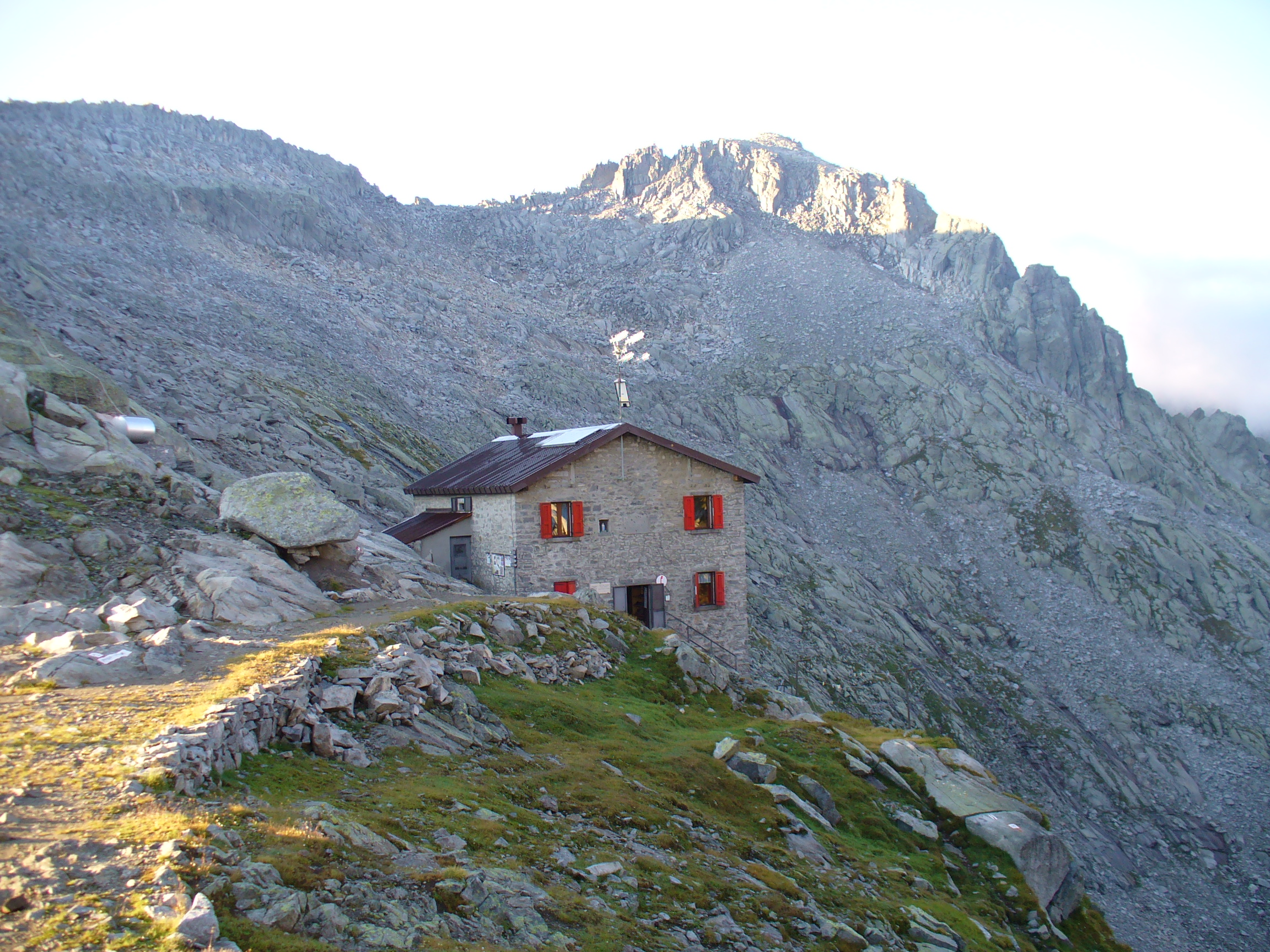
Alta via dell'Adamello: Rifugio Maria e Franco

L'Alta via dell'Adamello, parte del sentiero Italia, è un percorso di trekking che attraversa in senso longitudinale il versante lombardo del massiccio. Contraddistinto dal segnavia n.° 1 dalle sezioni CAI della Valle Camonica, inizia presso il Rifugio Garibaldi (che a sua volta si raggiunge a piedi, da Temù) e termina al Rifugio Tita Secchi, all'estremo meridionale del gruppo montuoso.
Il percorso dell'alta via alterna tratti di difficoltà escursionistica (E) a tratti un poco più impegnativi (EE), ma comunque privi di difficoltà alpinistiche, e si snoda a una quota compresa tra i 2020 metri del Rifugio Città di Lissone ai 2847 metri del Passo di Premassone, tra la valle dell'Avio e la conca del Baitone. Oltre ai due rifugi che ne costituiscono i capisaldi, il sentiero tocca i rifugi Tonolini, Baitone, Gnutti, Prudenzini, Baita Adamé, Città di Lissone, Maria e Franco, che consentono all'escursionista di dividere il percorso in diverse tappe.
L'alta via dell'Adamello è stata recentemente prolungata, sia all'estremo meridionale sia a quello settentrionale. A sud è stato aggiunto all'itinerario il sentiero (precedentemente classificato con il segnavia numero 18) che collega il rifugio Tita Secchi con il rifugio Tassara in località Bazena, lungo l'ex strada statale 345. A nord, invece, l'itinerario non ha più il suo caposaldo al rifugio Garibaldi bensì scende ai laghi d'Avio e risale al Passo delle Gole Larghe (2800 m) per poi planare verso il Rifugio Sandro Occhi (ex Rifugio Aviolo). Da qui sale al Passo di Gallinera e discende la valle omonima per concludersi al parcheggio del Monte Colmo presso Edolo.

Il sentiero delle chiesette alpine Antonioli è un altro itinerario a lunga percorrenza, parte del quale si snoda in Adamello. Costituisce una variante del sentiero Italia ma, differenza dell'alta via, non è identificato da un numero unico, e il suo tracciato è sovrapposto a quello dei segnavie CAI. Collega il Rifugio De Marie al Volano al rifugio Nikolajewka, in alta Val Caffaro, e da qui prosegue in direzione del lago di Garda.
Nel settore trentino dell'Adamello si sviluppa un tronco considerevole del sentiero della Pace, un trekking che ripercorre la linea del fronte della prima guerra mondiale.
Va menzionato, infine, l'itinerario naturalistico "Virgilio Marchetti", un percorso circolare a tappe attraverso i ghiacciai, dedicato al glaciologo e guida alpina Virgilio Marchetti, scomparso nel 1993. L'itinerario, parte del quale è riservata ad alpinisti in possesso di attrezzatura da ghiacciaio e di adeguata esperienza, parte dalla Val Genova, risale la Val Seniciaga sino al rifugio Carè Alto "D. Ongari" (2459 m), attraversa la Vedretta di Lares e perviene alla Vedretta delle Lobbie valicando il Passo di Cavento (3191 m). Dal Passo della Val di Fumo (2939 m) attraverso il ghiacciaio giunge al rifugio Caduti dell'Adamello (3040 m) presso la Lobbia Alta, e da qui discende verso il ghiacciaio del Mandrone, attraversandolo in senso trasversale, per poi scendere lungo il suo bordo occidentale, terminando il tratto in quota presso il rifugio Città di Trento (2449 m).

### Rifugi e bivacchi

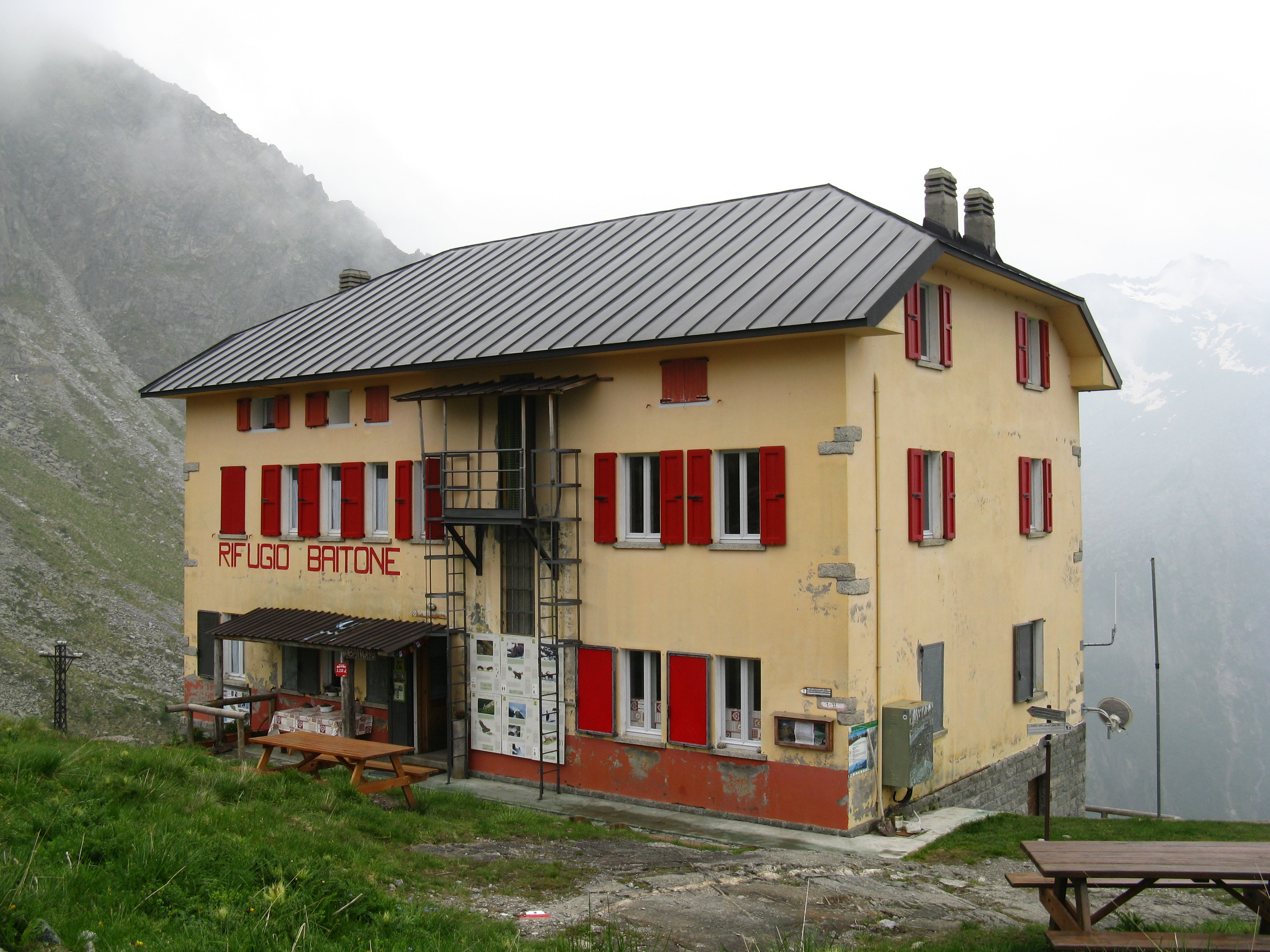
Rifugio Baitone

Sul gruppo dell'Adamello sono attualmente in servizio numerosi rifugi gestiti dal Club Alpino Italiano, oltre ad alcune strutture private; tutti in pratica osservano un periodo di apertura limitato alla stagione estiva (giugno-settembre), tuttavia alcuni di essi possiedono, al loro interno oppure nelle immediate vicinanze, un locale attrezzato ma non custodito, per la stagione invernale. A questi si aggiungono alcuni bivacchi, che possono essere rifugi non gestiti, locali attrezzati o, in alcuni casi, semplici ripari in quota destinati al pernottamento d'emergenza.
| Nome                         | Quota (m) | Luogo                  | Gestione                | Apertura | Modalità accesso |
| ---------------------------- | --------- | ---------------------- | ----------------------- | -------- | ---------------- |
| Adamello Collini "al Bedole" | 1641      | Val Genova             | privato                 | estate   | T                |
| Ai Caduti dell'Adamello      | 3040      | Lobbia Alta            | CAI di Brescia          | estate   | EE/F             |
| Baitone                      | 2281      | Lago Baitone           | privato                 | estate   | E                |
| Carè Alto - Ongari           | 2459      | Carè Alto              | SAT                     | estate   | E                |
| Città di Lissone             | 2020      | Valle Adamé            | CAI di Lissone          | estate   | E                |
| Città di Trento              | 2449      | Conca del Mandrone     | SAT                     | estate   | E                |
| Colombé                      | 1700      | Malga Colombé          | privato                 | estate   | T (seggiovia)    |
| De Marie al Volano           | 1391      | Valle di Tredenus      | privato                 | estate   | T                |
| Garibaldi                    | 2550      | Lago Venerocolo        | CAI di Brescia          | estate   | E                |
| Gheza                        | 2087      | Foppe di Braone        | CAI                     | estate   | E                |
| Gnutti                       | 2166      | Val Miller             | CAI di Brescia          | estate   | E                |
| Malga Fabrezza               | 1458      | Valle di Brate         | privato                 | estate   | T (strada)       |
| Malga Trivena                | 1650      | Val di Breguzzo        | comune di Breguzzo      | estate   | E                |
| Maria e Franco               | 2574      | Passo Dernal           | CAI di Brescia          | estate   | E                |
| Petitpierre                  | 1920      | Corno d'Aola           | privato                 | estate   | E                |
| Pont Arnò                    | 1103      | Val di Breguzzo        | privato                 | estate   | T (strada)       |
| Prudenzini                   | 2235      | Val Salarno            | CAI di Brescia          | estate   | E                |
| Sandro Occhi                 | 1930      | Lago Aviolo            | CAI di Edolo            | estate   | E                |
| Tita Secchi                  | 2362      | Lago della Vacca       | SEB Ugolino Ugolini/CAI | estate   | E                |
| Tonolini                     | 2467      | Lago Rotondo (Baitone) | CAI di Brescia          | estate   | E                |
| Val di Fumo                  | 1918      | Val di Fumo            | SAT                     | estate   | E                |

| Nome               | Quota (m) | Luogo                          | Posti letto | Modalità accesso |
| ------------------ | --------- | ------------------------------ | ----------- | ---------------- |
| CAI Macherio       | 2590      | conca dei Tredenus             | 6           | EE               |
| Casina Danerba     | 1633      | Valle Danerba                  | 8           | E                |
| Casina Dosson      | 2360      | Valle di San Valentino         | N.D.        | E                |
| Ceco Baroni        | 2800      | Cima delle Levade              | 6           | EE               |
| Cunella            | 2267      | Val Stracciola                 | 4           | EE               |
| Eugenio Segalla    | 3050      | Passo delle Vacche (Carè Alto) | 6           | F                |
| Arrigo Giannantonj | 3168      | Passo di Salarno               | 6           | F                |
| Gualtiero Laeng    | 3191      | Passo di Cavento               | 6           | F                |
| Malga Agusella     | 1944      | Valle Danerba                  | 6           | E                |
| Mattia             | 2591      | Cima Monoccola                 | 4           | EE               |
| Regosa             | 2958      | Bocchetta della Calotta        | 9           | EE               |
| Spera              | 1940      | Valle di Salimmo               | 3           | EE               |
| Ugolini            | 3240      | Cima Ugolini                   | 9           | EEA/F            |
| Valerio Festa      | 2330      | Passo Gallinera                | 15          | EE               |
| Zanon-Morelli      | 3149      | Passo Brizio                   | 9           | F                |

## Parchi e aree protette

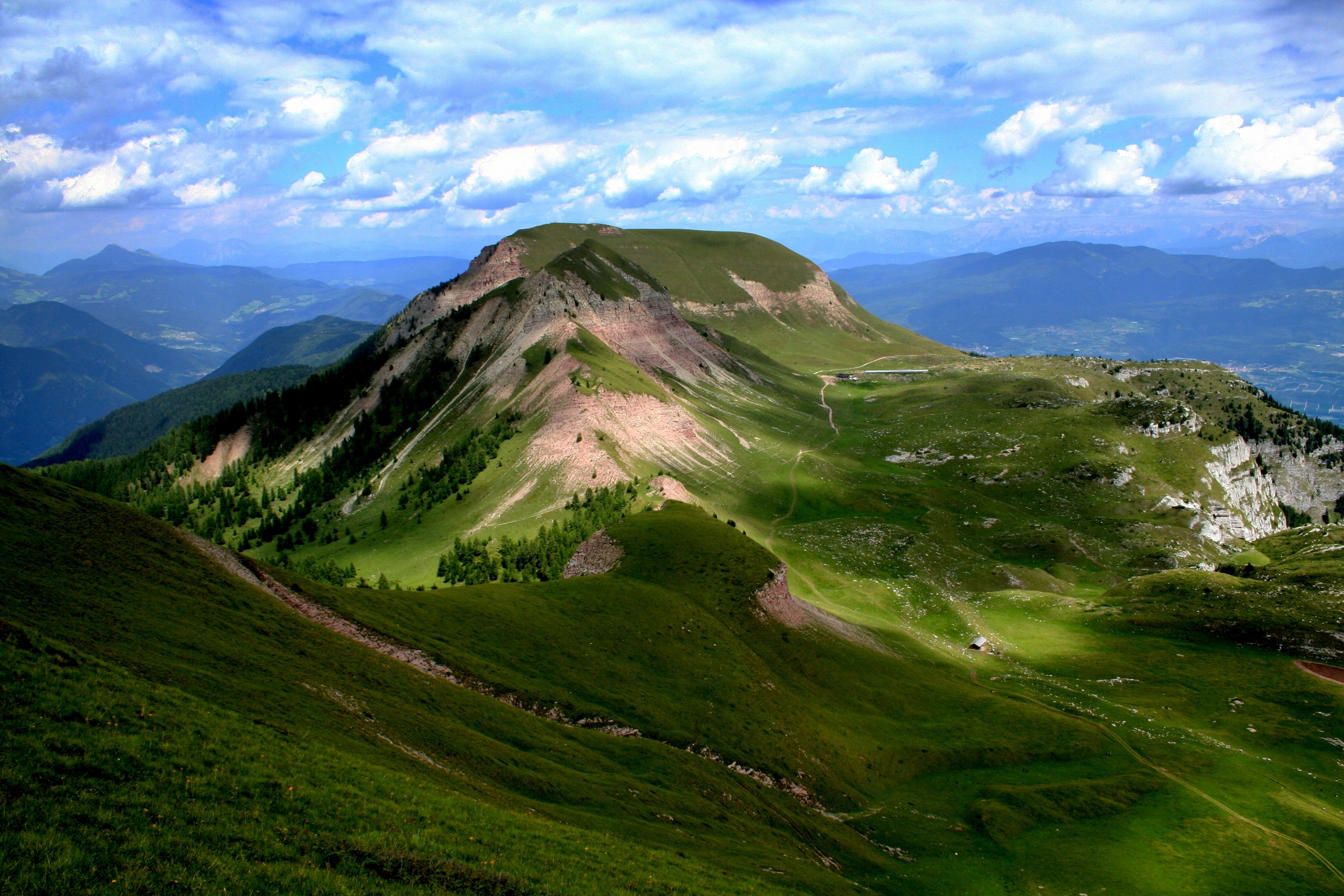
Parco Naturale Adamello Brenta

Il gruppo montuoso dell'Adamello fa parte di un vasto sistema internazionale di aree protette, il più grande delle Alpi e tra i più estesi d'Europa, di circa 250.000 ettari complessivi, che comprende il Parco nazionale svizzero dell'Engadina, il Parco Nazionale dello Stelvio, e i due parchi regionali dell'Adamello (in Lombardia) e dell'Adamello-Brenta (in Trentino).

### Parco naturale provinciale dell'Adamello-Brenta
Il Parco naturale provinciale dell'Adamello-Brenta, la cui estensione complessiva è di 62.000 ettari (620 km²), rappresenta l'area protetta più grande del Trentino. Comprende, oltre a parte del settore trentino dell'Adamello, anche il gruppo delle Dolomiti di Brenta ad est della Val Rendena. Fu istituito nel 1967 e pertanto è tra i due parchi quello più vecchio.

### Parco regionale dell'Adamello
Il Parco Regionale dell'Adamello fu istituito nel 1983 e comprende pressoché tutta la parte lombarda del gruppo montuoso, comprese le vette principali e il ghiacciaio del Pian di Neve, per un'area di 51.000 ettari (510 km²).

All'interno del parco si trovano dodici riserve naturali create allo scopo di tutelare aree specifiche con caratteristiche ambientali, geologiche o storiche peculiari:
- Riserva integrale di Val Rabbia e Val Gallinera
- Riserva orientata Val Gallinera e Aviolo
- Riserva orientata del Lago d'Arno
- Riserva orientata Alto Cadino - Val Fredda
- Riserva parziale morfopaesistica e biologica dell'Adamello
- Riserva parziale torbiere del Tonale
- Riserva parziale torbiere di Val Braone
- Riserva parziale boschi di Vezza e di Vione
- Riserva parziale di Piz di Olda e Pian della Regina
- Riserva parziale Frisozzo e Re di Castello
- Riserva parziale Marser e Bos
- Riserva parziale Pizzo Badile e Tredenus

## Galleria d'immagini

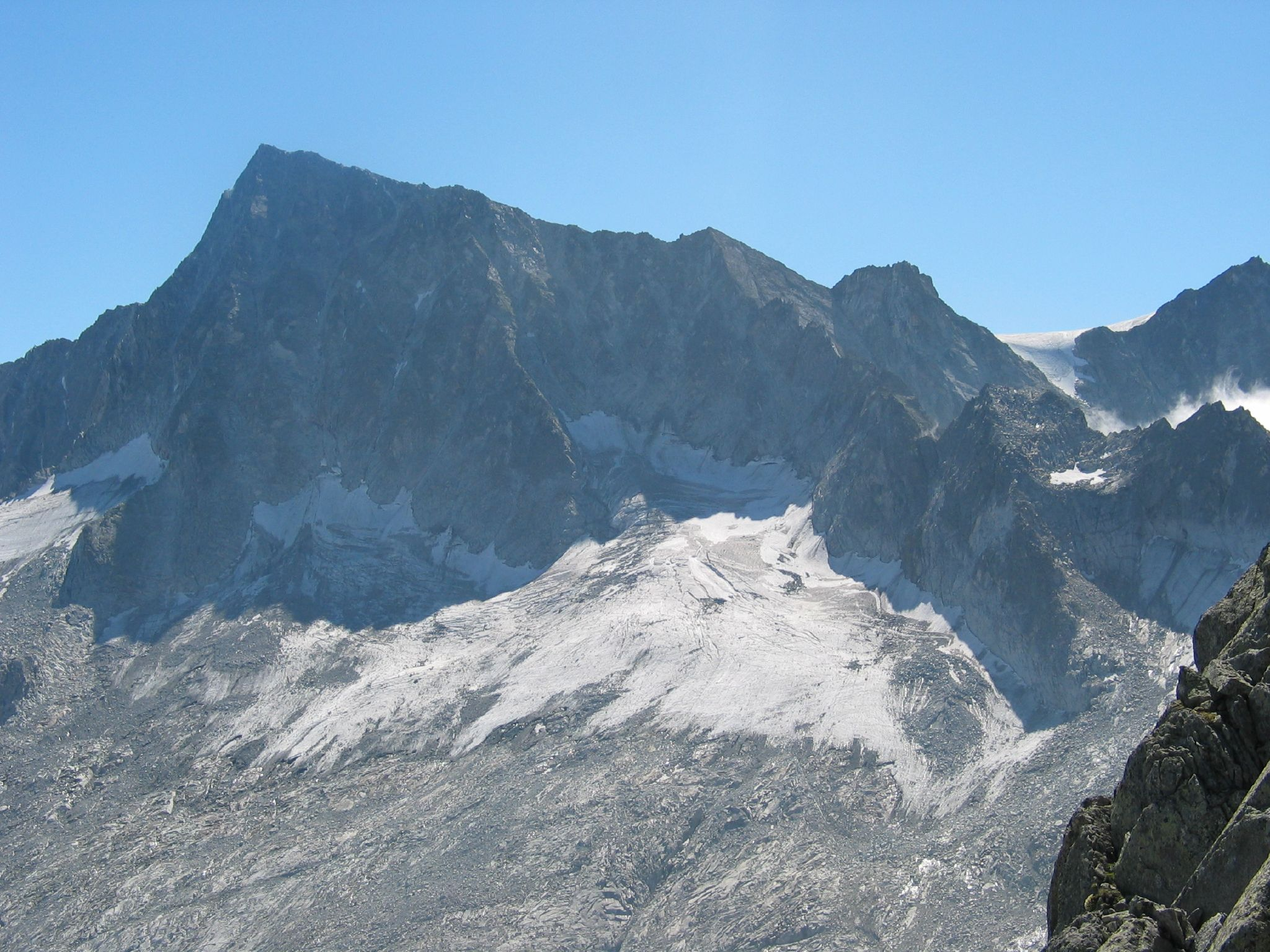
La vetta dell'Adamello vista da ovest (agosto 2007)
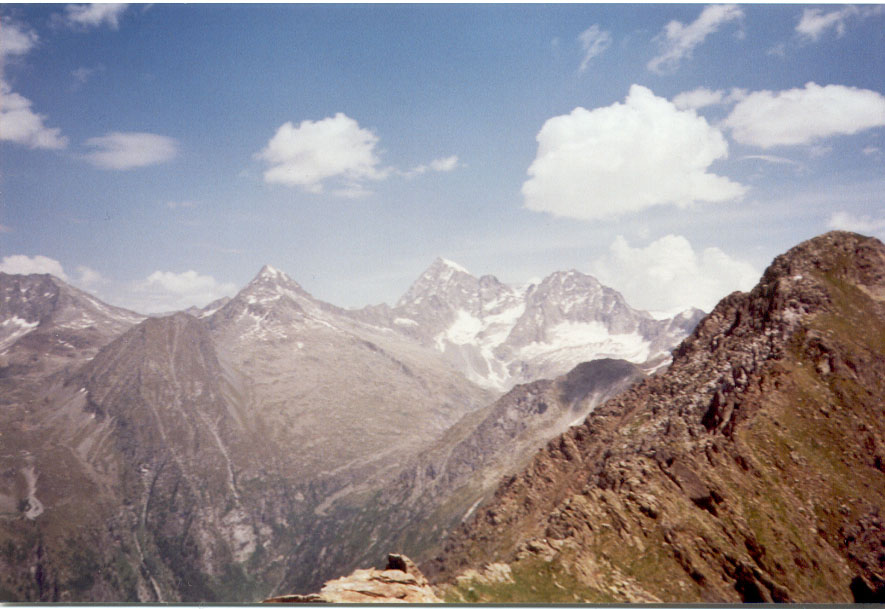
Cima Plem (3182 m), Adamello (3554 m) e Corno Miller (3373 m) (giugno 2003)
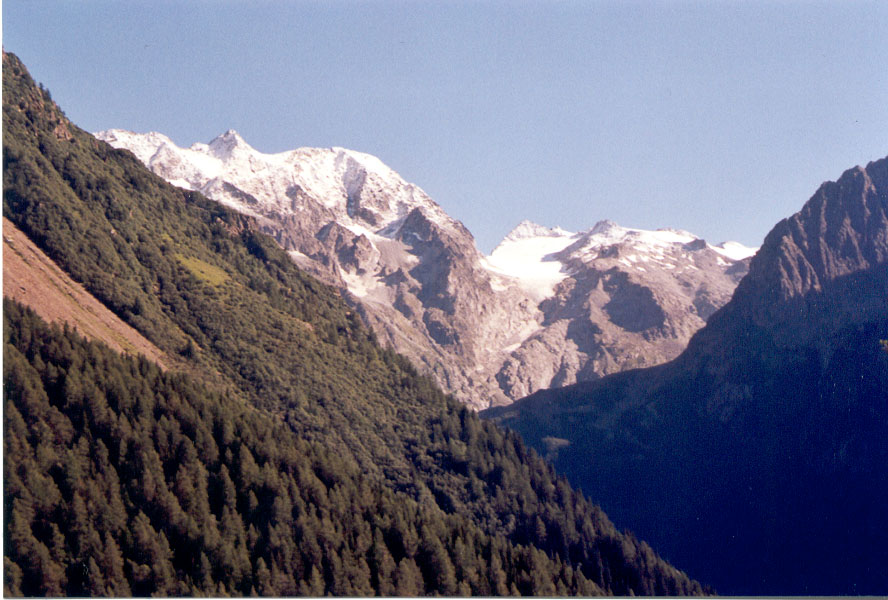
L'Adamello visto dalla SS 42 nei pressi del Passo del Tonale (agosto 2002)
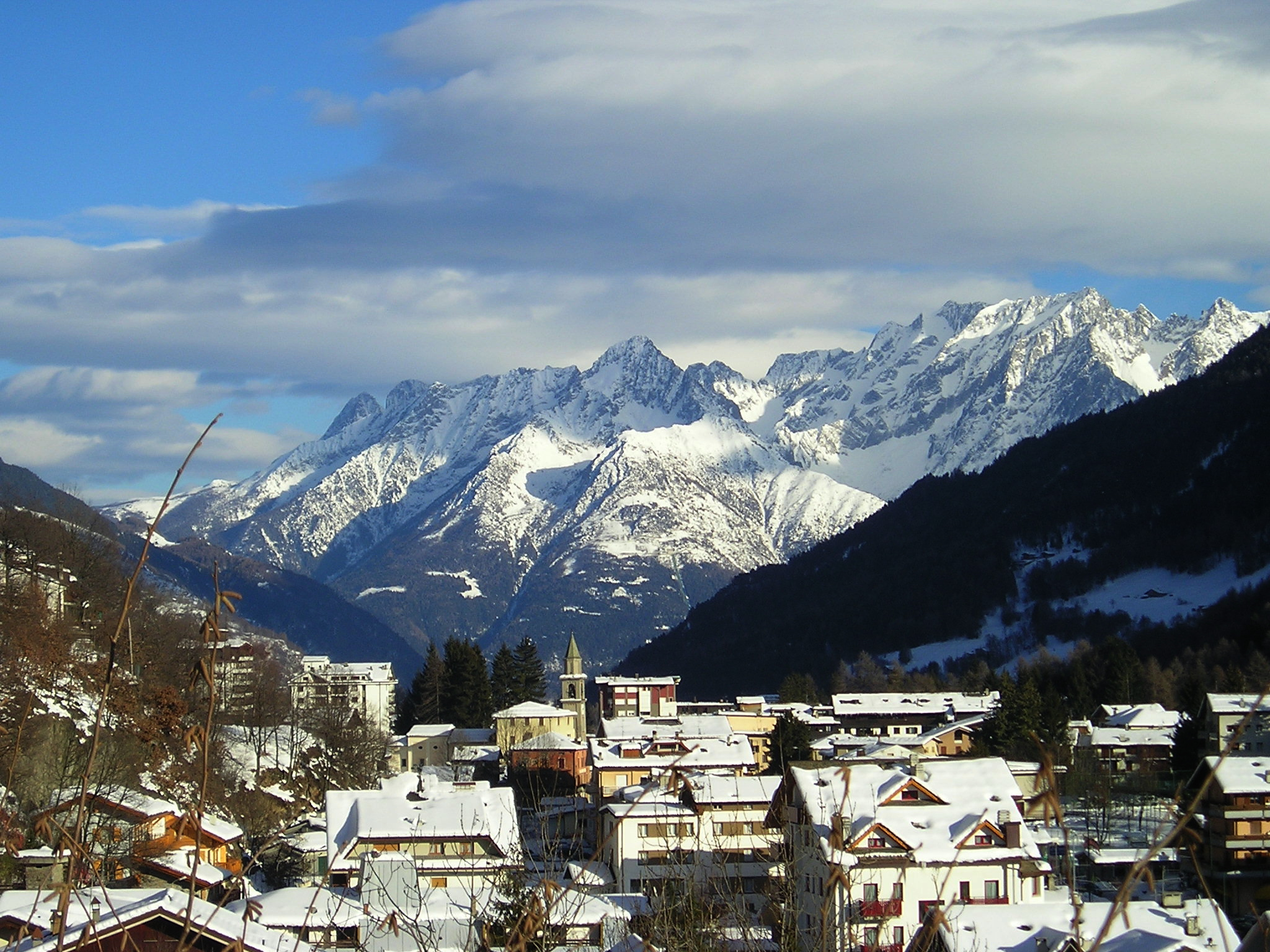
L'Adamello visto da Aprica
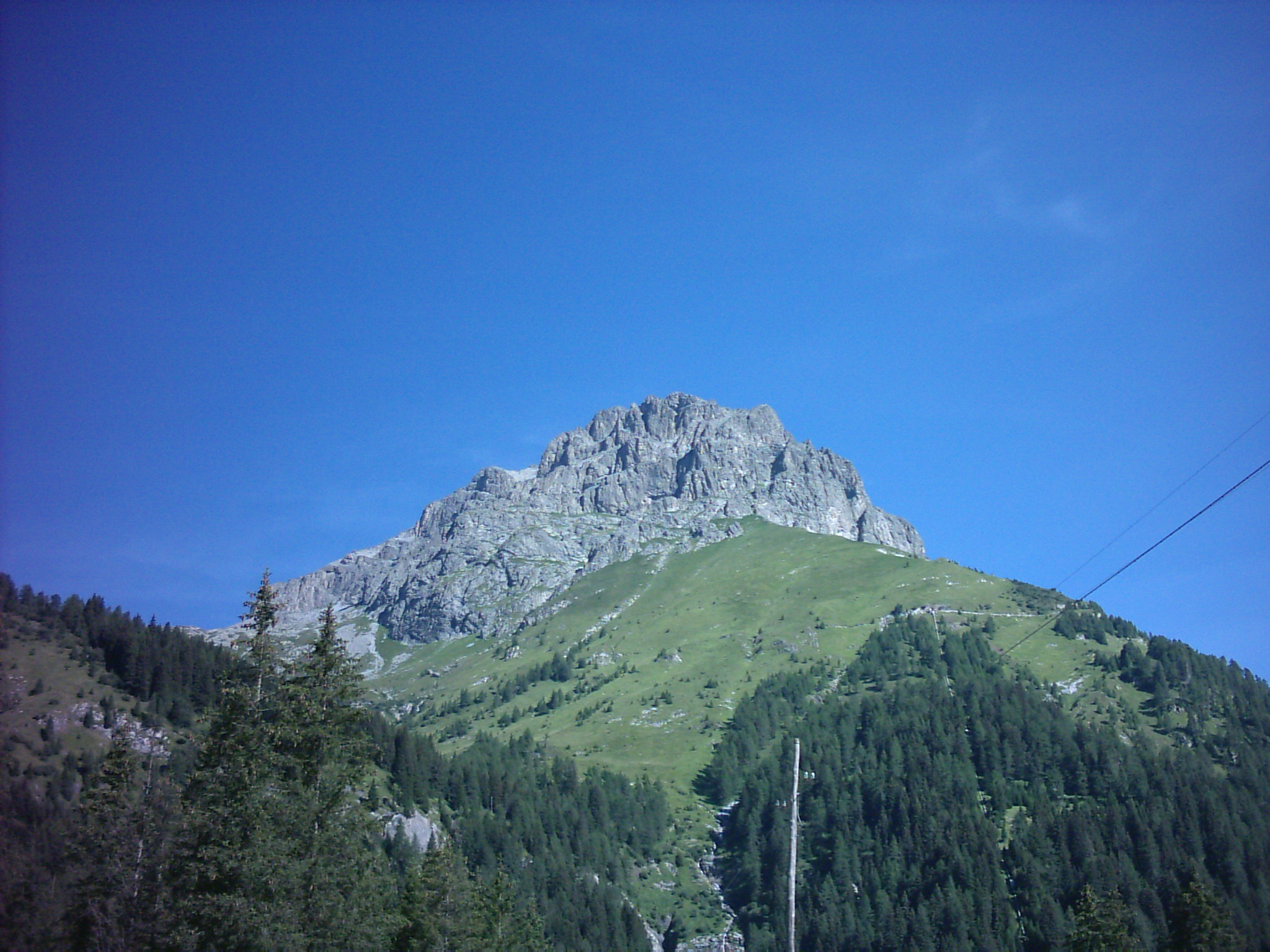
Il Cornone di Blumone (2843 m)
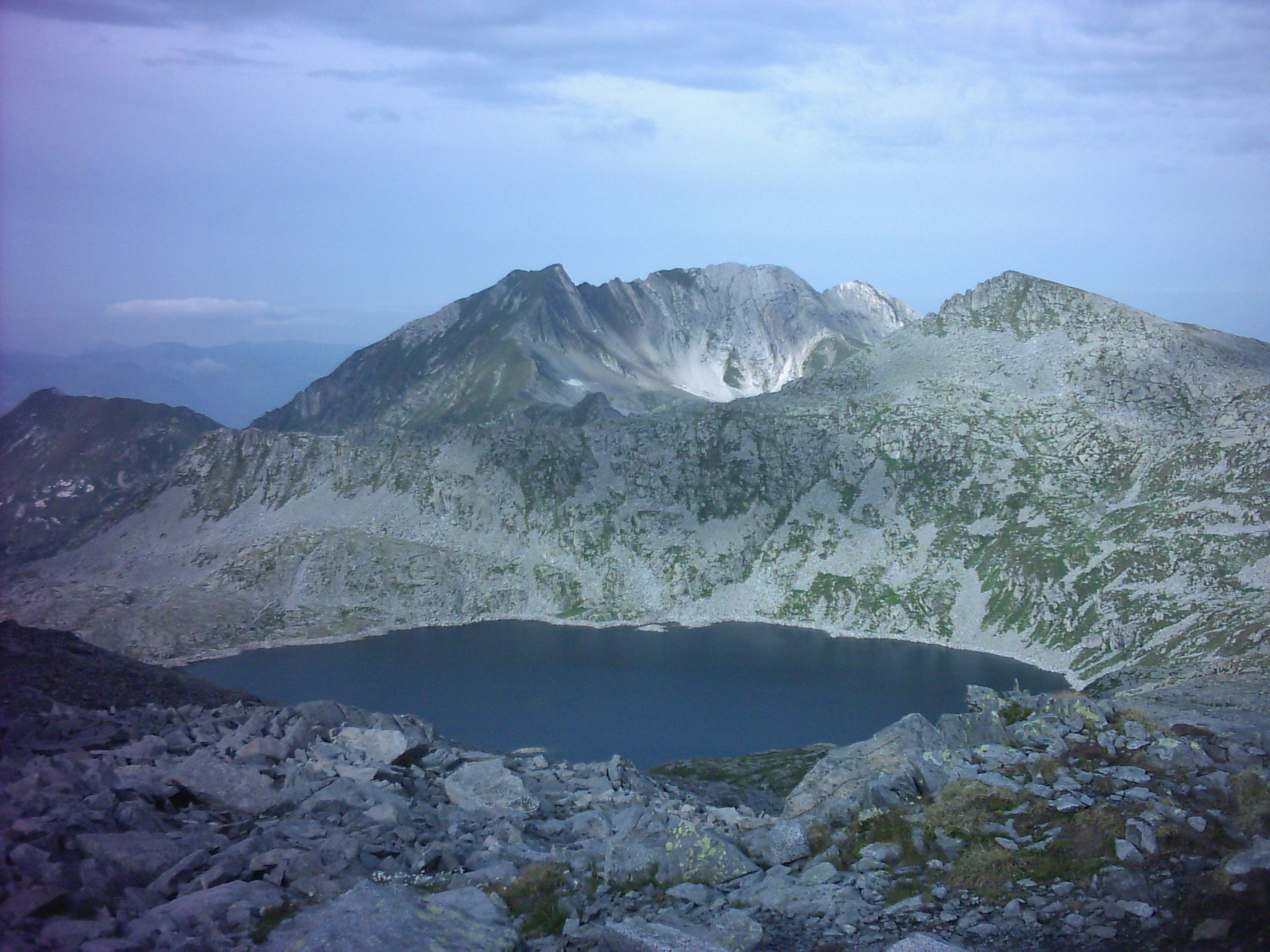
Il Lago della Vacca (2358 m) con il Monte Frerone (2673 m).
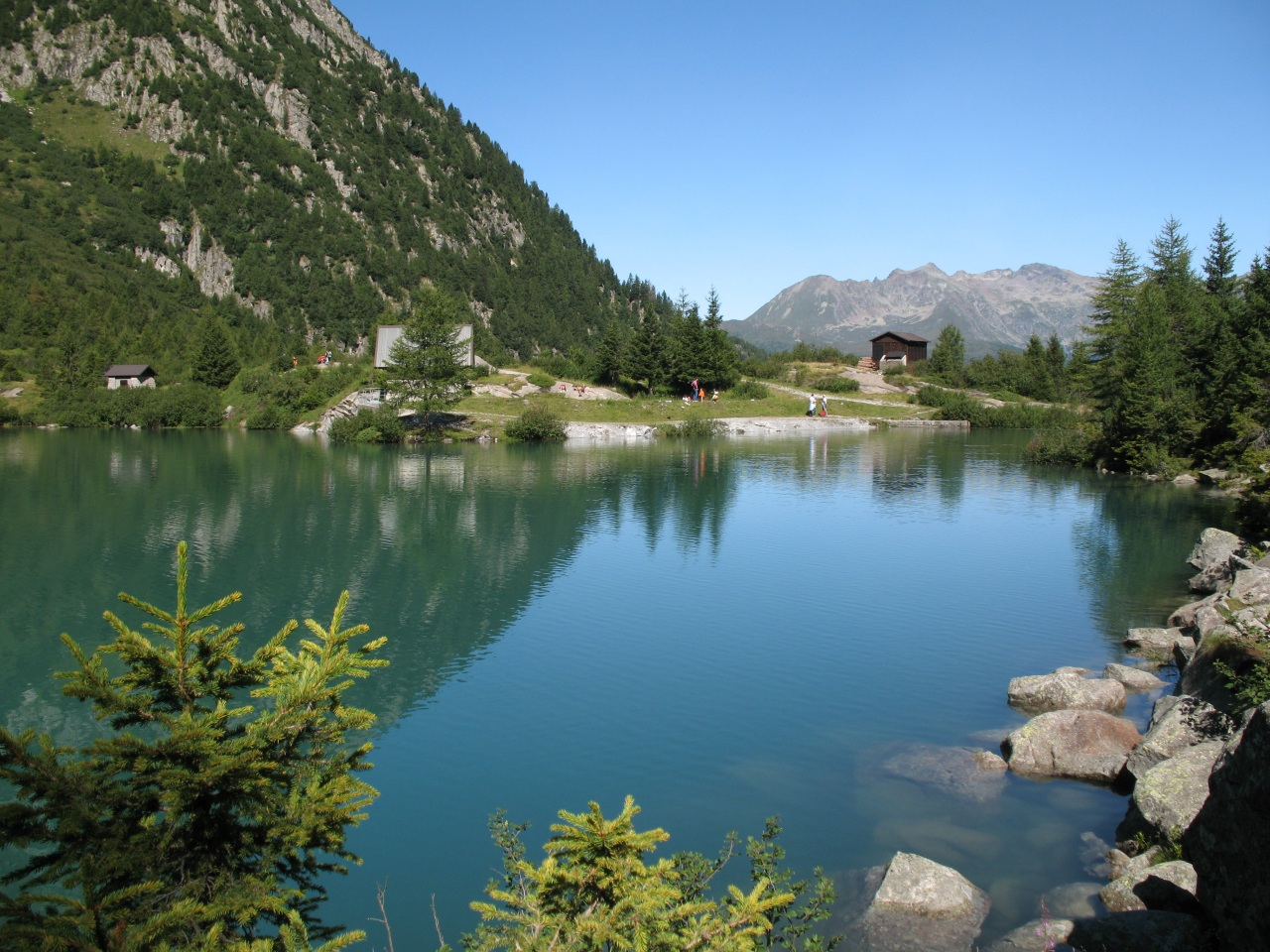
Il Lago d'Aviolo in Val Paghera, sullo sfondo il gruppo del Sobretta
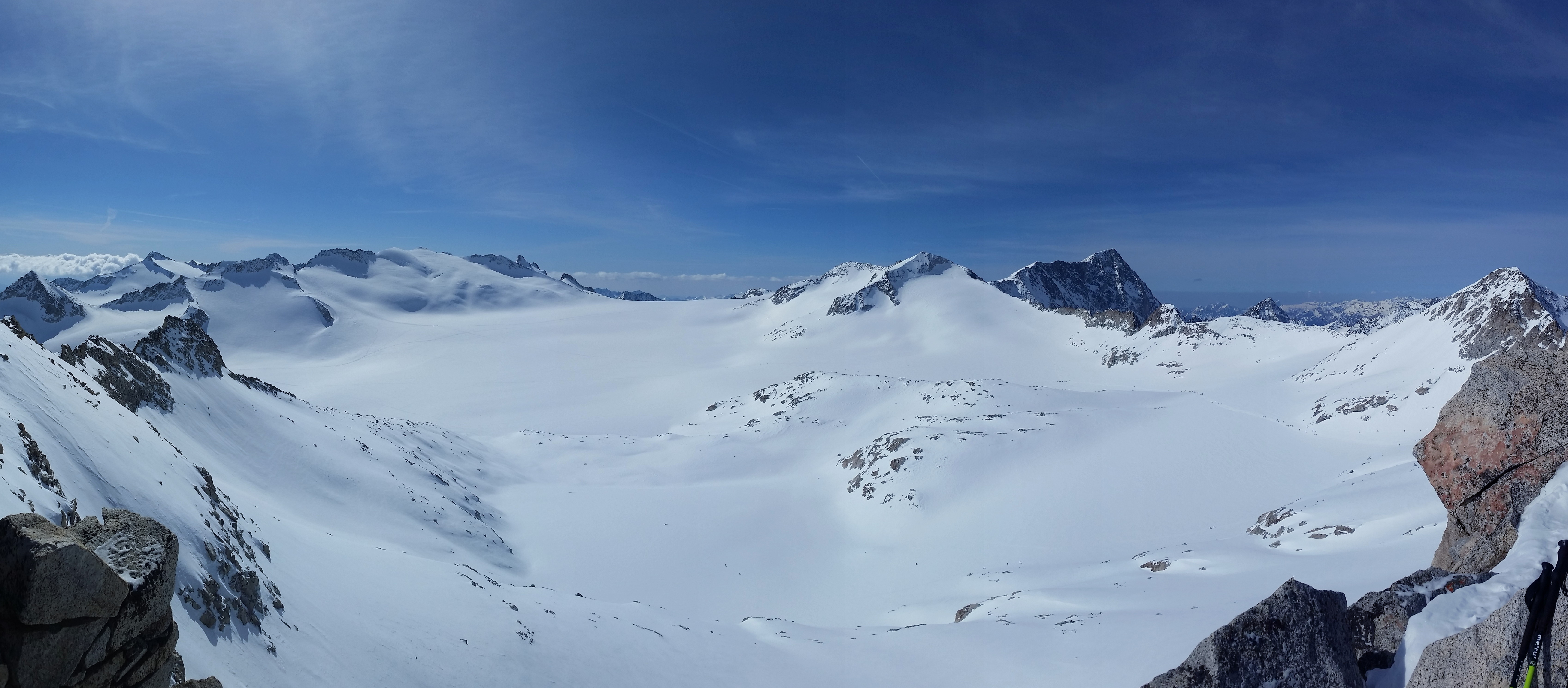
Panorama da Cima Venezia verso l'Adamello

## Nella letteratura
Il gruppo dell'Adamello è il luogo entro cui è ambientato il romanzo La penna del Corvo Bianco di Stefano Squassina. Il libro narra le vicende di un gruppo di ragazzi nati e cresciuti a Carisolo chiamati alle armi allo scoppio della Grande Guerra. 
Le molte battaglie che vedranno contrapporsi Alpini e Kaiserjager, sono ambientate all'interno dei luoghi più suggestivi del Gruppo dell'Adamello: Lobbie, Corno di Cavento, rifugio Garibaldi, Rifugio Mandrone e molti altri.
Il romanzo all'interno delle sue pagine, alterna anche la presenza di uomini che presero realmente parte al conflitto, come Felix Hetch Von Eleda, Nino e Attilio Calvi e Fabbrizio Battanta.
Tra le pagine, ambientate in parte nei paesi di Pinzolo e Carisolo, in parte in Val di Genova fino alle cime più impervie del ghiacciaio, i temi sono molteplici. Le vicende reali si intersecano con le vite dei protagonisti segnate dal conflitto e di come le loro esistenze vengano completamente stravolte sotto tutti i punti di vista.